# 에설 머켈트
에설 머켈트(영어: Ethel Muckelt, 1885년 5월 30일 - 1953년 12월 13일)는 영국의 피겨 스케이팅 선수로 싱글과 페어 부문에서 활약했다. 싱글 스케이팅 선수로서, 그녀는 1924년 동계 올림픽에서 동메달을 획득했다. 페어 스케이팅 선수로서, 그녀는 시드니 월워크와 1920년 하계 올림픽에서 5위를 했다. 존 페이지와 함께, 그녀는 1924년 세계 피겨 스케이팅 선수권 대회에서 은메달을 획득하고 그 해의 올림픽에서 4위를 했다.